# Patrycja Kosiarkiewicz
Patrycja Kosiarkiewicz (ur. 19 lipca 1972 w Zielonej Górze) – polska piosenkarka, kompozytorka i autorka tekstów. Członkini Akademii Fonograficznej ZPAV oraz Stowarzyszenia Autorów ZAiKS. W latach 2018–2019 liderka i wokalistka rockowej formacji Halo.

## Życiorys
Jest absolwentką filologii angielskiej na Uniwersytecie Zielonogórskim oraz dziennikarstwa na uczelni Collegium Civitas w Warszawie.
W latach 1993–1995 była liderką zielonogórskiego zespołu O! La! La!, z którym nagrała płytę pt. Euforia. W międzyczasie nagrała z zespołem Flapjack utwór „Balada”, który jednak został przez grupę odrzucony, po czym został umieszczony na albumie pt. Fishdick zespołu Acid Drinkers.
W 1997 podpisała kontrakt z firmą fonograficzną PolyGram i wydała solowy album pt. Bajeczki, który został sprzedany w 35 tys. nakładzie. Na przełomie 1998 i 1999 wydała album pt. Kim więc jestem, po czym otrzymała nominację do Nagród Akademii Fonograficznej Fryderyki za fonograficzny debiut roku. Otrzymała nagrodę stacji radiowych Playbox. Niedługo później przerwała własną karierę i skupiła się na tworzeniu muzyki dla innych wykonawców. W 2001 wyprodukowała album Jagody pt. Pewność mam, na którym znalazły się skomponowane i napisane przez nią piosenki. W 2002 napisała teksty utworów z debiutanckiej płyty Alicji Janosz pt. Ala Janosz.
Po blisko siedmiu latach przerwy wróciła do autorskiej muzyki, wydając album pt. Rocznik ’72, który promowała tytułową piosenką i singlem „Za darmo nic”. W czerwcu 2008 premierę miała piosenka Feel i Iwony Węgrowskiej „Pokonaj siebie”, do której tekst napisała Kosiarkiewicz. Została także producentką i autorką większości piosenek z debiutanckiej płyty Węgrowskiej, m.in. singla „4 lata”, który stał się przebojem. Pod koniec listopada 2008 na antenie radia RMF FM premierę miał jej autorski utwór „Hymn Pocztówki do Świętego Mikołaja”, który wykonała z zespołem Feel. Piosenka została wydana na albumie świątecznym pt. Pocztówka do Świętego Mikołaja. 19 maja 2009 w programie Kuba Wojewódzki premierowo wykonała utwór „Zdumiewające”. Pod koniec listopada 2010 została wydana płyta pt. Pocztówka do Świętego Mikołaja, na której Kosiarkiewicz wraz z Szymonem Wydrą wykonali „Hymn Pocztówki do Świętego Mikołaja”.
W latach 2010–2012 publikowała felietony obyczajowe „Dzidka i ja” w czasopiśmie „Superlinia”. 14 marca 2011 wydała singiel „Czy komuś jeszcze wstyd?”, którym zapowiadała płytę pt. Ogród niespodzianek z 15 kwietnia 2011. We wrześniu 2013 wydała album pt. Mój Jezus nie pija coli, który nagrała z zespołem Effortless. Napisała także teksty na płytę pt. Atom zespołu Sound’n’Grace, który był jednym z największych sukcesów komercyjnych 2015, oraz do kilku piosenek z EP-ki pt. Wieloryby i syreny Michała Rudasia z 2016. Jest autorką singli „100” i „Idealnie” z albumu Życzenia zespołu Sound’n’Grace. W latach 2018–2019 była liderką rockowej formacji Halo, z którą wydała single: „Tygrysy” i „Hamuj”. 28 października 2020 wydała album pt. Ogólnie chodzi o to. Użyczyła głosu m.in. w spotach reklamowych Wedla oraz Lecha.

## Dyskografia

### Albumy studyjne
| Rok  | Dane dot. albumu |
| ---- | --- |
| 1996 | Euforia (z zespołem O! La! La!) - Data: 10 października 1996 - Wydawca: Koch International Polska - Format: CD, kaseta                         |
| 1997 | Bajeczki - Data: 1 września 1997 - Wydawca: PolyGram Polska - Format: CD, kaseta                                                               |
| 1998 | Kim więc jestem - Data: 5 października 1998 - Wydawca: PolyGram Polska - Format: CD, kaseta                                                    |
| 2005 | Rocznik ’72 - Data: 28 października 2005 - Wydawca: EMI Music Poland - Format: CD, digital download, streaming                                 |
| 2011 | Ogród niespodzianek - Data: 4 kwietnia 2011 - Wydawca: Dream Music - Format: CD, digital download, streaming                                   |
| 2013 | Mój Jezus nie pija coli (z zespołem Effortless) - Data: 12 września 2013 - Wydawca: Effortless Music - Format: CD, digital download, streaming |
| 2020 | Ogólnie chodzi o to - Data: 28 października 2020 - Wydawca: wydanie własne - Format: CD, digital download, streaming                           |
| 2025 | Wyjaśni się - Data: 26 maja 2025 - Wydawca: wydanie własne - Format: CD, digital download, streaming                                           |

### Minialbumy
| Rok  | Dane dot. albumu                                                                                    |
| ---- | --------------------------------------------------------------------------------------------------- |
| 2022 | Hulaj dusza - Data: 24 czerwca 2022 - Wydawca: wydanie własne - Format: digital download, streaming |

Single
| Rok                            | Tytuł                                        | Listy przebojów | Listy przebojów | Listy przebojów | Album                     |
| Rok                            | Tytuł                                        | RDN             | LP3             | SLiP            | Album                     |
| ------------------------------ | -------------------------------------------- | --------------- | --------------- | --------------- | ------------------------- |
| 1996                           | „Cudownie jest”                              | –               | –               | –               | Euforia                   |
| 1996                           | „Bądź przy mnie blisko”                      | –               | 45              | –               | Euforia                   |
| 1997                           | „Jak ja wierzę”                              | –               | 13              | 8               | Bajeczki                  |
| 1997                           | „Radosny”                                    | –               | 17              | 36              | Bajeczki                  |
| 1997                           | „Kobza”                                      | –               | 22              | –               | Bajeczki                  |
| 1997                           | „Jezu jak się cieszę” (cover Klaus Mitffoch) | –               | –               | –               | Bajeczki                  |
| 1998                           | „Nie jestem byle co”                         | –               | –               | –               | Kim więc jestem           |
| 1998                           | „A nas to” (& Katarzyna Nosowska)            | –               | –               | 45              | Kim więc jestem           |
| 2005                           | „Za darmo nic”                               | –               | 15              | –               | Rocznik'72                |
| 2005                           | „Rocznik'72”                                 | 1               | 11              | –               | Rocznik'72                |
| 2008                           | „Gdy Wigilia jest” (& Feel)                  | –               | –               | –               | Pocztówka do Św. Mikołaja |
| 2009                           | „Zdumiewające”                               | –               | –               | –               | Ogród niespodzianek       |
| 2010                           | „Ode mnie...” (& Szymon Wydra)               | –               | –               | –               | Pocztówka do Św. Mikołaja |
| 2011                           | „Czy komuś jeszcze wstyd?”                   | 1               | –               | –               | Ogród niespodzianek       |
| 2011                           | „Tratwa”                                     | –               | –               | –               | Ogród niespodzianek       |
| 2013                           | „Galaktyki i atomy”                          | –               | 43              | –               | Mój Jezus nie pija coli   |
| 2014                           | „Życie za krótkie”                           | –               | –               | –               | Mój Jezus nie pija coli   |
| 2014                           | „Na moim kawałku nieba”                      | –               | –               | –               | Mój Jezus nie pija coli   |
| 2019                           | „Katastrofa”                                 | –               | –               | –               | Ogólnie chodzi o to       |
| 2020                           | „Ale”                                        | –               | –               | –               | Ogólnie chodzi o to       |
| 2020                           | "Dezorientacja"                              | –               | –               | –               | Ogólnie chodzi o to       |
| 2020                           | "Oliwka"                                     | –               | –               | –               | Ogólnie chodzi o to       |
| 2020                           | "Nadmiar"                                    | –               | –               | –               | Ogólnie chodzi o to       |
| 2022                           | "Hulaj dusza"                                | –               | –               | –               | Hulaj dusza               |
| 2022                           | „Wiedźmin”                                   | –               | –               | –               | Hulaj dusza               |
| 2024                           | "Wyjaśni się"                                | –               | –               | –               | Wyjaśni się               |
| 2024                           | "Amigo"                                      | –               | –               | –               | Wyjaśni się               |
| 2025                           | "Bodyguard"                                  | –               | –               | –               | Wyjaśni się               |
| 2025                           | "Spadochron"                                 | –               | –               | –               | Wyjaśni się               |
| „–” pozycja nie była notowana. |                                              |                 |                 |                 |                           |

## Teledyski
| Rok  | Tytuł                      |
| ---- | -------------------------- |
| 1996 | „Cudownie jest”            |
| 1997 | „Jak ja wierzę”            |
| 1997 | „Radosny”                  |
| 1998 | „Nie jestem byle co”       |
| 2005 | „Za darmo nic”             |
| 2011 | „Czy komuś jeszcze wstyd?” |
| 2013 | „Galaktyki i atomy”        |
| 2014 | „Życie za krótkie”         |
| 2014 | „Na moim kawałku nieba”    |
| 2019 | „Katastrofa”               |
| 2020 | „Ale”                      |
| 2020 | „Dezorientacja”            |
| 2020 | „Oliwka”                   |
| 2020 | „Nadmiar”                  |

## Nominacje
| Rok  | Konkurs        | Kategoria                 | Tytułem                | Wynik     | Przypisy |
| ---- | -------------- | ------------------------- | ---------------------- | --------- | -------- |
| 1997 | Fryderyki 1997 | Fonograficzny Debiut Roku | Patrycja Kosiarkiewicz | Nominacja | [ 17 ]   |